# Damernas terränglopp i mountainbike vid olympiska sommarspelen 2012
Damernas terränglopp i mountainbike vid olympiska sommarspelen 2012 avgjordes den 11 augusti 2012 i London.

## Medaljörer
| Event                | Guld                    | Silver                | Brons             |
| Damernas terränglopp | Julie Bresset Frankrike | Sabine Spitz Tyskland | Georgia Gould USA |

## Resultat
| Placering | Cyklist                      | Tid     |
| --------- | ---------------------------- | ------- |
| 1         | Julie Bresset (FRA)          | 1:30:52 |
| 2         | Sabine Spitz (GER)           | 1:31:54 |
| 3         | Georgia Gould (USA)          | 1:32:00 |
| 4         | Irina Kalentieva (RUS)       | 1:32:33 |
| 5         | Esther Süss (SUI)            | 1:32:46 |
| 6         | Alexandra Engen (SWE)        | 1:33:08 |
| 7         | Aleksandra Dawidowicz (POL)  | 1:33:20 |
| 8         | Annie Last (GBR)             | 1:33:47 |
| 9         | Catharine Pendrel (CAN)      | 1:34:28 |
| 10        | Tanja Žakelj (SLO)           | 1:34:41 |
| 11        | Lea Davison (USA)            | 1:35:14 |
| 12        | Shi Qinglan (CHN)            | 1:35:28 |
| 13        | Jana Belomojna (UKR)         | 1:35:46 |
| 14        | Kateřina Nash (CZE)          | 1:36:22 |
| 15        | Elisabeth Osl (AUT)          | 1:36:47 |
| 16        | Adelheid Morath (GER)        | 1:37:17 |
| 17        | Eva Lechner (ITA)            | 1:37:36 |
| 18        | Karen Hanlen (NZL)           | 1:37:54 |
| 19        | Katrin Leumann (SUI)         | 1:38:23 |
| 20        | Rie Katayama (JPN)           | 1:38:26 |
| 21        | Janka Števková (SVK)         | 1:39:05 |
| 22        | Paula Gorycka (POL)          | 1:39:18 |
| 23        | Blaža Klemenčič (SLO)        | 1:39:42 |
| 24        | Emily Batty (CAN)            | 1:40:37 |
| 25        | Rebecca Henderson (AUS)      | 1:41:35 |
| 26        | Pauline Ferrand-Prevot (FRA) | 1:42:21 |
| 27        | Barbara Benkó (HUN)          | 1:43:24 |
| 28        | Candice Neethling (RSA)      | 1:45:03 |
| –         | Gunn-Rita Dahle Flesjå (NOR) | DNF     |
| –         | Laura Abril (COL)            | DNF     |
| –         | Annika Langvad (DEN)         | DNS     |